# 蕾 (コブクロの曲)
「蕾」（つぼみ）は、コブクロの14作目のシングル。2007年3月21日発売。発売元はワーナーミュージック・ジャパン。

## 解説・タイアップ
- 前作「君という名の翼」以来約8か月ぶりのシングルで、フジテレビ系ドラマ『東京タワー 〜オカンとボクと、時々、オトン〜』の主題歌として書き下ろされた曲である。コブクロがドラマ主題歌を担当するのはこれで5曲目であり、また2005年の「ここにしか咲かない花」から4作連続でドラマ主題歌となった。ドラマ主題歌としては珍しく放送終了後に発売されている。
- 小渕健太郎が18歳の時に亡くした母のことを思って作詞した曲である[1]。
- 2008年3月開催第80回記念選抜高等学校野球大会の開会式入場行進曲。
- 2012年に放送されたH.I.Sの台湾旅行のCMでも使用された。
- 2014年11月8日には、YouTube上に公式のMVがアップロードされ、2024年6月26日に再生回数が1億回を突破した。それを記念し同日、2007年に行われた『KOBUKURO LIVE TOUR '07 "蕾"』のファイナル公演のライブ映像がアップロードされた。なお、このライブは映像商品化がされていない為、この動画でしか視聴することができない。

## 売上・受賞
- オリコン集計での初動売上は過去最高だった「桜」を上回る18.2万枚を記録し、前作の「君という名の翼」の累計売上を初動のみで更新した。そして発売2週目の2007年4月9日付オリコン週間シングルチャートで14作目のシングルにして初の1位を獲得。2007年のオリコン年間シングルチャート3位にランクインし、シングルでは初の年間トップ10入りを果たした。自身のシングルでは唯一売上が50万枚を突破している。
- 本作で第49回日本レコード大賞を受賞[2]。これは男性フォークデュオとして初の快挙である。これによって2005年度ノミネート作の「桜」、2006年度ノミネート作「君という名の翼」の雪辱を果たした。小渕は「亡くなった母親が一緒に歌っていてくれていたと思う」とコメントした。司会の堺正章は、「感動的な受賞でした」と、コメントを残している。
- 2008年2月20日に、邦楽で初となる着うた配信で300万ダウンロードを突破したことを日本レコード協会が認定した[3]。

## 収録曲
全曲 作詞・作曲：小渕健太郎、編曲：コブクロ
1. 蕾
  - フジテレビ系ドラマ『東京タワー 〜オカンとボクと、時々、オトン〜』主題歌。
  - 丹下紘希が監督を手掛けたPVでは、劇団かかし座の影絵による物語が展開する（PVに出演しているのは高橋平である）。この曲のPVは次作のシングル「蒼く 優しく」の付属DVDに収録されている。
  - この曲で小渕が使用しているアコースティック・ギターは「Martin OM negative」。レコード大賞をとる前にこのギターの中に母親の写真を貼ったことから、以後このギターでは小渕が母親に贈る歌として作られた当曲と「遠くで…」でしか弾かないと決めている。
2. 彼方へ
3. 風見鶏
  - 発売直後、『進研ゼミ』CMソングとなる。
4. 蕾 (Instrumental)
5. 彼方へ (Instrumental)
6. 風見鶏 (Instrumental)

## 演奏
- 小渕健太郎：Vocal, Acoustic Guitar, Electric Guitar, Strings Arrangement (#1.2)
- 黒田俊介：Vocal
- 桜井正宏：Drums (#1.2.3)
- 山田裕之：Bass (#1.2.3)
- 藤井理央：Piano (#1.3), Strings Arrangement (#1.2.3)
- 西山太郎：Electric Guitar (#1.2.3)
- 漆原直美、藤縄陽子、牛山玲名、小池智子、坂田知香、志摩かなえ、西川茉利奈、吉成とも子、石橋尚子、長岡聡季：Violin (#1.3)
- 小寺里奈、藤崎美乃：Violin (#2)
- 菊池幹代、高山愛：Viola (#1.2.3)
- 渡邉智生、冨田大輔：Viola (#1.3)
- 吉田篤、山本法子：Viola (#2)
- 関口将史、久保公人、夏秋彩：Cello (#1.2.3)
- 関根優子：Cello (#1.3)
- 中島杏子：Cello (#2)
- 岩瀬聡志：Programming, Synthesizers (#1.2.3)

## 収録アルバム
- 5296(#1,3)
- ALL SINGLES BEST 2(#1,3)
- FAN'S MADE BEST(#2)
- ALL TIME BEST 1998-2018(#1,3)
- Seasons Selection〜Spring〜 (#1,3)
- ALL SEASONS BEST (#1,3)

## ライブ映像・音源作品
| 曲名   | 発売年 | 規格        | 作品名                                                                       | 収録日         |
| ------ | ------ | ----------- | ---------------------------------------------------------------------------- | -------------- |
| 蕾     | 2008年 | DVD         | ap bank fes '07                                                              | 2007年7月16日  |
| 蕾     | 2008年 | DVD/Blu-ray | KOBUKURO LIVE TOUR '08 "5296" FINAL                                          | 2008年6月5日   |
| 蕾     | 2009年 | DVD         | ap bank fes '08                                                              | 2008年7月21日  |
| 蕾     | 2011年 | DVD/Blu-ray | KOBUKURO STADIUM LIVE 2010〜OSAKA・TOKYO・MIYAZAKI〜                         | 2010年10月10日 |
| 蕾     | 2015年 | DVD/Blu-ray | KOBUKUROAD2〜奇跡への軌跡〜                                                  | 2014年9月27日  |
| 蕾     | 2017年 | DVD/Blu-ray | KOBUKURO LIVE TOUR 2016 "TIMELESS WORLD" at さいたまスーパーアリーナ         | 2016年11月20日 |
| 蕾     | 2018年 | CD          | ONE TIMES ONE (初回限定盤)                                                   | 2017年10月28日 |
| 蕾     | 2018年 | CD          | 20TH THANKS! CD                                                              | 2018年         |
| 蕾     | 2018年 | DVD/Blu-ray | KOBUKUROAD4                                                                  | 2017年10月28日 |
| 蕾     | 2018年 | DVD         | ALL TIME BEST 1998-2018 (初回限定盤DVD)                                      | 2008年6月5日   |
| 蕾     | 2020年 | DVD/Blu-ray | KOBUKURO 20TH ANNIVERSARY TOUR 2019 "ATB" at 京セラドーム大阪                | 2019年7月21日  |
| 蕾     | 2024年 | DVD/Blu-ray | KOBUKURO LIVE TOUR 2023 "ENVELOP" FINAL at 東京ガーデンシアター              | 2024年1月26日  |
| 彼方へ | 2006年 | DVD         | KOBUKURO LIVE at 武道館 NAMELESS WORLD                                       | 2006年5月6日   |
| 彼方へ | 2008年 | DVD/Blu-ray | KOBUKURO LIVE TOUR '08 "5296" FINAL                                          | 2008年6月5日   |
| 彼方へ | 2011年 | DVD/Blu-ray | KOBUKURO STADIUM LIVE 2010〜OSAKA・TOKYO・MIYAZAKI〜                         | 2010年10月10日 |
| 彼方へ | 2013年 | DVD/Blu-ray | KOBUKURO LIVE TOUR 2013 "One Song From Two Hearts" FINAL at 京セラドーム大阪 | 2013年7月21日  |
| 彼方へ | 2018年 | DVD/Blu-ray | KOBUKUROAD4                                                                  | 2018年3月17日  |
| 彼方へ | 2023年 | DVD/Blu-ray | KOBUKUROAD6                                                                  | 2022年3月25日  |
| 風見鶏 | 2007年 | DVD/Blu-ray | KOBUKURO LIVE TOUR '06 "Way Back to Tomorrow"FINAL                           | 2006年12月3日  |
| 風見鶏 | 2008年 | DVD/Blu-ray | KOBUKURO LIVE TOUR '08 "5296" FINAL                                          | 2008年6月5日   |
| 風見鶏 | 2011年 | DVD/Blu-ray | KOBUKURO STADIUM LIVE 2010〜OSAKA・TOKYO・MIYAZAKI〜                         | 2010年10月10日 |
| 風見鶏 | 2014年 | DVD/Blu-ray | KOBUKUROAD                                                                   | 2013年12月9日  |
| 風見鶏 | 2017年 | DVD         | 心 (初回限定盤DVD)                                                           | 2016年8月1日   |
| 風見鶏 | 2025年 | DVD/Blu-ray | KOBUKUROAD8                                                                  | 2024年4月18日  |

## カバー
- 2008年、Septemberがカバーアルバム『FLOWERs』にてカバー。
- 2008年、中村あゆみがカバーアルバム『VOICE』にてカバー。
- 2009年、阿部恭子がミニカバーアルバム『やさしいうた』にてカバー。
- 2009年、森進一がカバーアルバム『Love Music』にてカバー。
- 2009年、ドイツのバンド、ジャイガンターが『イッツ・オール・カヴァー・ナウ，ベイビー・ブルー！』にてカバー。
- 2009年、ニュージーランドの歌手、ヘイリー・ウェステンラがシングル『ねむの木の子守唄／蕾」にて英詩カバー。
- 2012年、Tiaraがカバーアルバム『Sweet Flavor 〜cover song collection〜』にてカバー。
- 2012年、さくらまやがカバーアルバム『まや☆カラ カラオケクイーンさくらまやと歌おう!!』にてカバー。
- 2013年、森恵がカバーアルバム『Grace of the Guitar』にてカバー。
- 2016年、クリス・ハートが村上佳佑とデュエット。カバーシングル「いのちの理由」カップリングに収録。
- 2019年、島津亜矢がカバーアルバム『SINGER 6』にてカバー。
- 2022年、森田成一がカバーアルバム『[Re:collection] HIT SONG cover series feat.voice actors～00's-10's EDITION～』にてカバー。